# 伊尼亞齊奧·拉魯薩
伊尼亞齊奧·貝尼托·馬里亞·拉魯薩（義大利語：Ignazio Benito Maria La Russa，1947年7月18日—），生於卡塔尼亞省的帕泰尔诺市镇，是一名義大利政治人物。在貝魯斯柯尼第四任內閣中擔任國防部長。
畢業於帕維亞大學法律系後，曾任律師，1992年當選國會議員。
自2008年5月11日起，他擔任國民同盟的代理主席，該黨於2009年3月29日與貝魯斯柯尼的自由人民黨合併，擔任自由人民黨的三席全國協調員其中之一，直至2012年12月17日，他成立了自己的義大利兄弟黨。
伊尼亞齊奧·拉魯薩已婚，育有三子，傑羅尼莫、洛倫佐和萊奧納多。